# Jaromír Koláčný
Jaromír Koláčný (Děčín, 25 aprile 1980) è un pallavolista ceco.
Gioca nel ruolo di schiacciatore e opposto nel Saint-Quentin Volley.

## Carriera
La carriera professionistica di Jaromír Koláčný inizia in Repubblica Ceca nella Extraliga 2000-01 con la maglia del Volejbalový Klub Kladno, dove in quattro stagioni conquista un campionato e una coppa nazionale ed esordisce nelle coppe europee. Terminata l'esperienza in patria si trasferisce nel massimo campionato svizzero dove gioca per una stagione nel Chênois Genève Volleyball. Per l'annata 2005-06 è tesserato dal Galatasaray Spor Kulübü nella Voleybol 1.Ligi turca mentre in quella successiva difende i colori dei ciprioti del Pafiakos Syllogos Athlopaidion.
Nella seconda parte del campionato 2006-07 approda nella Serie A2 italiana, ingaggiato dal Materdomini Volley di Castellana Grotte, passando poi all'inizio della stagione successiva agli spagnoli del Calvo Sotelo; a gennaio della stessa annata va ai greci del Athlitiki Enosis Konstantinoupoleos.
A partire dalla stagione 2008-09 va a giocare nel campionato francese, dove indossa per due anni la maglia del Club Alès en Cévennes Volley-Ball; nel torneo 2010-11 passa al Rennes Volley 35 e conquista la Coppa di Francia 2011-12, mentre nell'annata 2012-13 si trasferisce all'Association Sportive Orange Nassau. Dalla stagione 2014-15 gioca nel campionato cadetto con il Saint-Quentin Volley.

## Palmarès
- Campionato ceco: 1

2003-04
- Coppa della Repubblica Ceca: 1

2003-04
- Coppa di Francia: 1

2011-12